# Sundsøre

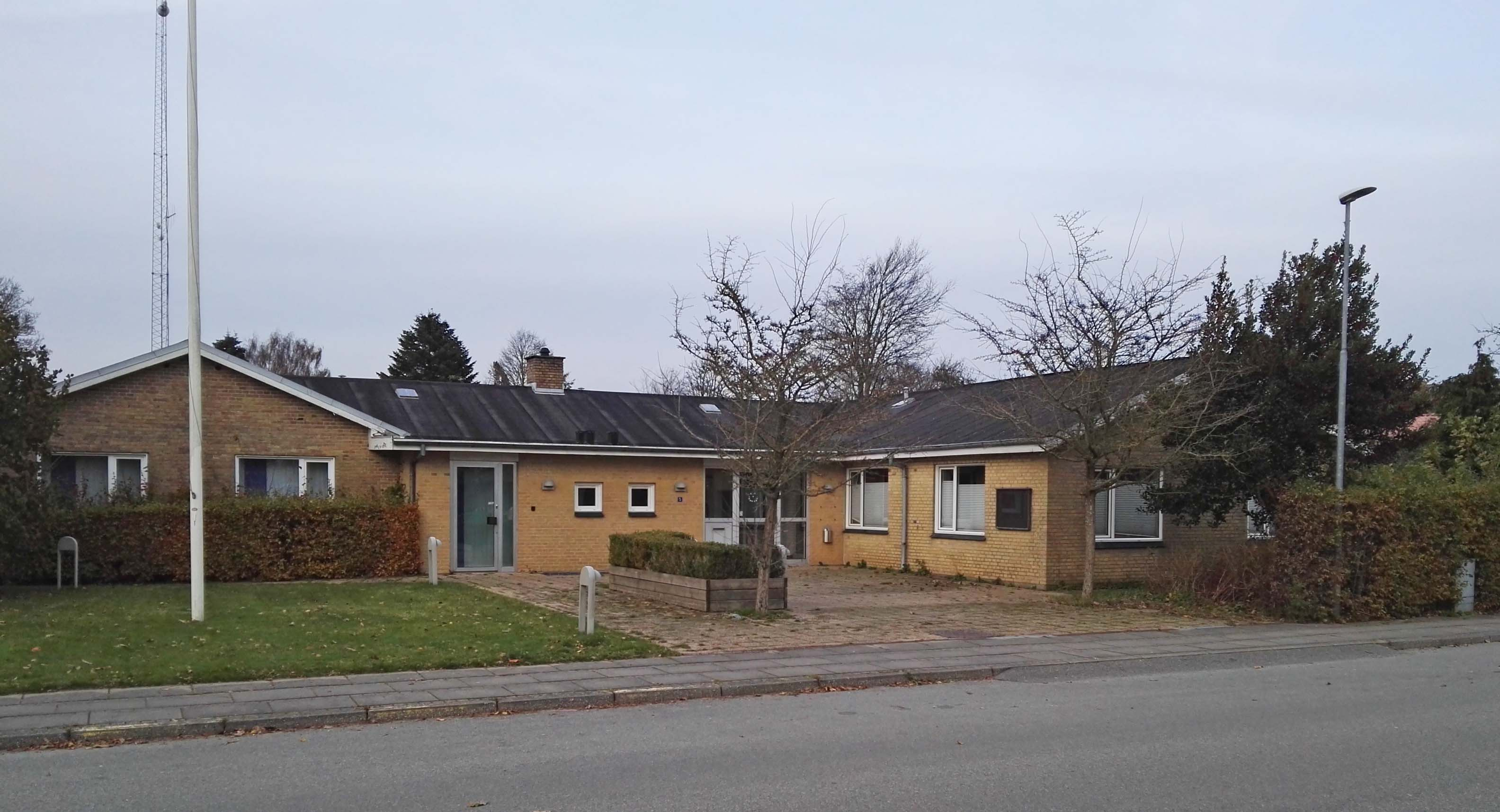

Sundsøre é um município da Dinamarca, localizado na região noroeste, no condado de Viborg.
O município tem uma área de 171,43 km² e uma  população de 6 528 habitantes, segundo o censo de 2004.